# Dadji Rahamata Ahmat Mahamat
Dadji Rahamata Ahmat Mahamat là một nhà hoạt động nữ quyền người Chad. Cô là giám đốc của tổ chức CAMOJET, Collectif des Associations et Mouvements de Jeunes du Tchad (Liên minh các phong trào và hiệp hội của giới trẻ ở Chad).

## Tuổi trẻ
Cô là con gái của Ahmat Dadji, cựu Tổng giám đốc điều hành của Công ty Đường công nghiệp Chadian (SONASUT), lãnh đạo người Hadjeraï.
Cha cô mất khi cô 2 tuổi. Vào ngày 28 tháng 5 năm 1987, cha cô và hai anh trai, tuổi 20 và 17, đã bị bắt cóc bởi những người đàn ông lạ mặt được nhận định là theo lệnh của Tổng thống Chad đương nhiệm, Hissène Habré.
Kể từ đó, cô và gia đình đã tham ra các phong trào, tìm ra manh mối vụ việc.

## Nghề nghiệp
Cô đã làm việc cho nhiều tổ chức và hiệp hội khác nhau ở Chad và tham gia CAMOJET vào năm 2010 
Cô là giám đốc của tổ chức CAMOJET, Collectif des Associations et Mouvements de Jeunes du Tchad (Liên minh các phong trào và hiệp hội của giới trẻ ở Chad), một "hiệp hội thanh niên hoạt động vì quyền con người", có trụ sở tại thủ đô thành phố, N'Djamena.
Vào ngày 6 tháng 2 năm 2015, Dadji đã bị bắt rồi được thả ra trong cùng ngày hôm đó, với điều kiện cô không tiết lộ với báo chí về việc cô bị bắt giữ. Khi được thả ra, cô ngay lập tức tiết lộ với báo chí nên bị bắt trở lại. Sau đó, được thả ra cùng với 22 người biểu tình khác vào ngày 8 tháng 2. Cô tiếp tục bị đe dọa là không được chia sẻ việc này với truyền thông, trừ khi cô muốn "hủy hoại cuộc đời".
Dadji đã nói: "Tôi đã bị quấy rối và đe dọa nhưng tôi vẫn đứng vững." 

## Cuộc sống cá nhân
Dadji sống ở thành phố N'Djamena, thủ đô nước Chad,.